# コビー (高速船)

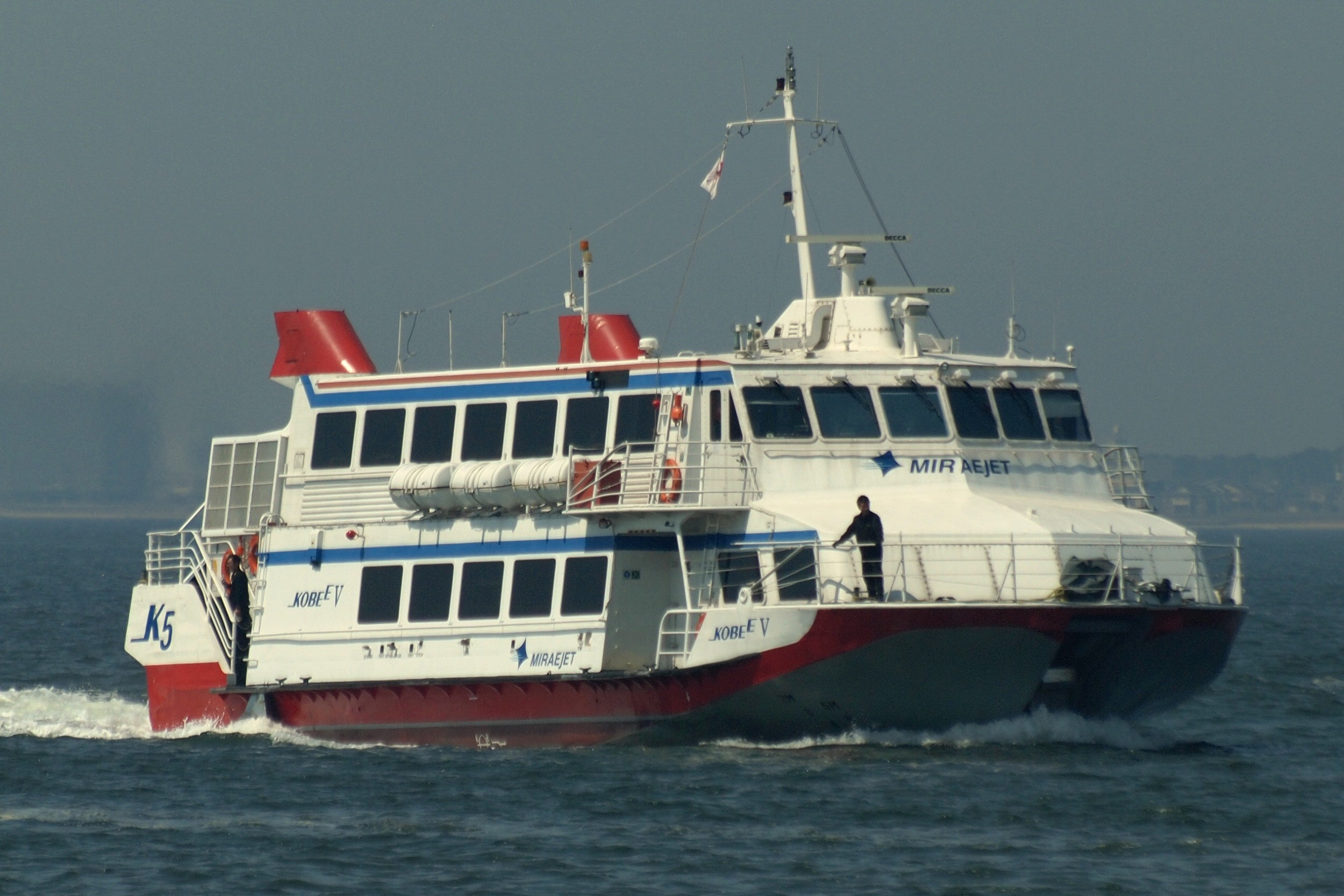
「KOBEE V」（博多港）

コビー（Kobee, 코비）とは、日本の長崎県対馬市と大韓民国の釜山の間に就航している未来高速株式会社所有の高速船である。運航船舶は、「PS-30」と「ボーイング929」の2種類である。両方とも全没翼型水中翼船と呼ばれるタイプの水中翼船であり、半没翼型水中翼船より波浪による船体の揺れが少ないといわれている。

## 概要
名前はKOrea＋BEE（韓国＋蜂）の造語。韓国の釜山市に本社を置く未来高速株式会社が運航している。
コビー3号（釜山－博多）とコビー5号（釜山－対馬）は1977年に建造されたもので、船齢が韓国で最も古い現役旅客船である､これは川崎重工によるジェットフォイルの建造が中々進まない中珍しいものでは無い。
2005年現在では博多－釜山間の約200kmを航海速度45ノットによって約3時間で結び、1日3往復～4往復の便が就航している。尚、2006年4月より、JR九州高速船のビートルと共同運航を開始した（2016年3月31日まで）。
コビー3号は、2010年に主要部品が外れた状態で出港して10時間漂流する事故を起こした。

## 運航船名
- コビー（PS-30、2001年に香港のTurboJET社から譲渡、韓国船籍）
- コビー3号（929、韓国船籍）
- コビー5号（929、パナマ船籍）

以上3隻で運航されている。

## 設備
- コビー、旅客定員222名
- コビー3号、旅客定員229名
- コビー5号、旅客定員223名